# Johann Eissenhardt

Johann Eissenhardt

Johann Eissenhardt, född 8 november 1824 i Frankfurt am Main, död där 1896, tysk grafiker och målare. 
Eissenhardt reproducerade i kopparstick, etsningar eller blandtekniker målningar av Eduard Jakob von Steinle, Johannes Veit och Moritz von Schwind samt äldre konstnärer som Carlo Crivelli och Sandro Botticelli. 1863-69 var Eissenhardt verksom i Ryssland där han gjorde förlagor till de ryska sedlarna. Han utnämndes till professor 1889. Hans verk omfattar över 200 stycken kopparstick efter gamla och moderna mästare. Eissenhardt var även målare.